# David Paich
David Frank Paich (Los Angeles, 25 juni 1954) is een Amerikaanse zanger, songwriter, toetsenist en producer. Hij is het meest bekend als een van de leden en oprichters van de band Toto. Hij werkte ook met tal van andere grote namen, zoals Michael Jackson, Boz Scaggs en Diana Ross. Zo was hij vooral erg succesvol in de jaren 80 waarin hij onder andere zes Grammy Awards in de wacht sleepte.

## Biografie
David Paich werd geboren in Los Angeles, Californië als zoon van jazz-pianist en producer Marty Paich en is van Kroatische afkomst. Op de middelbare school leerde hij de broers Steve en Jeff Porcaro kennen en later ook Steve Lukather. Samen vormden ze uiteindelijk de band Toto. Paich nam in het begin van de band veel van het schrijfwerk op zich. Alle nummers op Toto's eerste studioalbum uit 1978, het titelloze Toto, werden geschreven door Paich.
Paich trad in 2019 terug uit Toto, vanwege een slechte gezondheid. Op 15 juli 2022 maakte hij in Ziggo Dome een eenmalig gastoptreden bij het uitverkochte concert van de band.
- Bibsys: 58508
- Bibliothèque nationale de France: cb139874624 (data)
- CiNii: DA18689271
- Gemeinsame Normdatei: 134479076
- International Standard Name Identifier: 0000 0000 8114 9544
- Library of Congress Control Number: n92039714
- MusicBrainz: 7cb00709-0f07-4a90-bcbe-f7ad5d57d8fd
- Nationale Bibliotheek van Tsjechië: ola2002152354
- Nationale Bibliotheek van Israël: 987007324599405171
- Nederlandse Thesaurus van Auteursnamen: 070756813
- Istituto Centrale per il Catalogo Unico: LO1V365353
- SNAC: w6k65s5t
- Virtual International Authority File: 56875066
- WorldCat: E39PBJgt6bctcKHdGRypxyYMfq